# Nepal Rastra Bank
Nepal Rastra Bank, est la banque centrale de Népal. Comme les autres banques centrales, sa mission première est de rechercher la stabilité financière du pays. Il n’est pas lié au Département du Trésor, car il s’agit d’une institution autonome.

## Histoire
La banque centrale du Népal, la Nepal Rastra Bank, n'a été créée que 19 ans après la création de la première banque du pays, la Nepal Bank Ltd. en 1937. Avant 1956, le Népal ne disposait pas de ses propres réserves de devises étrangères, mais les conservait auprès de la banque centrale de l'Inde. Pour obtenir les sommes en devises nécessaires aux dépenses de l'ambassade du Népal à Londres et aux soins de santé du roi Tribhuvan, une demande devait être soumise à la Reserve Bank of India. 
L'un des problèmes qui pesait sur l'économie népalaise était la circulation simultanée de deux monnaies, la népalaise et l'indienne. Le Népal utilisait principalement la roupie indienne,. 
Les taux de change entre les monnaies indienne et népalaise étaient fixés par les commerçants locaux. Considérant cela comme une dépendance à l'égard de l'Inde, le roi Mahendra, fils du roi Tribhuvan, a créé une banque centrale le 26 avril 1956 afin de réduire la dépendance à l'égard de l'Inde, en remplaçant la monnaie indienne en circulation sur le marché et en renforçant la souveraineté du pays en rendant le Népal indépendant en matière de change de devises étrangères.